# Heaven Below
Heaven Below ist eine amerikanische Hard-Rock-Band aus Los Angeles. Das Debütalbum der Band, Countdown to Devil, wurde im März 2009 veröffentlicht. Die Band hat mittlerweile drei Studioalben veröffentlicht.

## Geschichte
Die Band wurde Ende 2007 von Patrick Kennison (The Union Underground), Marty O’Brien (Disturbed, We Are the Fallen) und Session-Schlagzeuger Chad Clark gegründet, um ein Video für Kennisons Song The Laughing Dead zu drehen. 2008 kam Gitarrist Dave Comer hinzu, der das Quartett komplettierte. Später im selben Jahr wurden Comer und O’Brien durch Gitarrist Jesse Billson bzw. Bassist John Younger ersetzt.

### Countdown to Devil
Nach der Veröffentlichung von Countdown to Devil beendete die Gruppe Mitte 2009 ihre erste Tour, die Texas Takeover Tour genannt wurde. Die Medienberichterstattung über die Tour beinhaltete einen Live-Auftritt auf Fox-TV in San Antonio, Texas.
Im August 2010 veröffentlichte die Band eine selbstbetitelte EP und führte eine Tour namens Horns and Halos Tour durch, die einen Großteil der USA und Kanada umfasste. Bevor The Mirror Never Lies veröffentlicht wurde, verließ Chad Clark die Band und wurde durch Julien-K und den Schlagzeuger von Dead by Sunrise, Elias Andra, ersetzt.

### Falling from Zero
2012 veröffentlichte die Band ihr zweites Studioalbum Falling from Zero, gefolgt von der Kompilation Dos Diablos Digital Box Set, dem Akustikalbum The Deadlight Sessions und dem Coveralbum Sleeping Giants im Jahr 2013. Im selben Jahr trat der Schlagzeuger Shad Wilhelm dem Ensemble bei und ersetzte Andra.
Im darauffolgenden Jahr veröffentlichte die Band limitierten Sarg-Kits, die ein Album mit dem Titel Demonic Demos & Unsung Lullabies enthielten. Die CD, die bisher unveröffentlichte Songs, eine Elektroversion von Damaged (2013 auf The Deadlight Sessions veröffentlicht) sowie ein Cover von Nothing Else Matters von Metallica enthielt, wurde exklusiv im Coffin Kit veröffentlicht.

### Good Morning Apocalypse
2014 begann die Band mit der Arbeit an ihrem dritten Studioalbum. Im Januar 2015 veröffentlichte die Gruppe auf ihrer Internetseite ein Foto mit den Worten Good Morning Apocalypse, dem Titel ihres kommenden Werks.
Irgendwann nach Mitte 2014 verließ Billson das Ensemble und wurde einige Zeit später durch Lucas Kanopa ersetzt.
Die Band veröffentlichte das Album am 14. Oktober 2016.
Ende 2018 wurde Nikki Stringfield von den amerikanischen Rockbands The Iron Maidens und Femme Fatale Tourgitarristin des Ensembles.
Im April 2020 gab Kennison den Veröffentlichungstermin des kommenden Coveralbums Rest in Pieces, den 17. Mai 2020, bekannt. An Sonntagen im Februar 2022 traten Stringfield und Kennison während ihrer Residency im Hard Rock Cafe in Hollywood, Kalifornien, auf.

### The Majestic Twelve
Ende 2024 plant das Ensemble die Veröffentlichung von The Majestic Twelve, ihrem vierten Studioalbum.

## Diskografie

### Studioalben
- 2009: Countdown to Devil
- 2012: Falling from Zero
- 2016: Good Morning Apocalypse
- 2024: The Majestic Twelve

### Weitere Alben
- 2008: We Sold Our Soul for Heaven Below
- 2008: Infamy (EP)
- 2009: Reworking the Devil
- 2010: Heaven Below (EP)
- 2011: Unleashed in the West
- 2011: The Mirror Never Lies: Mega-Single
- 2013: Dos Diablos Digital Box Set
- 2013: The Deadlight Sessions
- 2013: Sleeping Giants
- 2014: Demonic Demos & Unsung Lullabies
- 2020: Rest in Pieces